# НГУ (команда КВН)
Команда КВН Новосибирского государственного университета — одна из первых команд «Нового КВНа» (с 1986 года). Единственная команда в истории возрождённого КВНа, трижды становившаяся чемпионом высшей лиги.

## История
В 1970-80-х годах на каждом из факультетов Новосибирского государственного университета имелся свой студенческий юмористический клуб, кульминацией ежегодной деятельности которого становился капустник, проводимый во время празднования дня факультета. В результате, к середине 1980-х годов в студенческий фольклор НГУ вошло большое количество юмористического материала, практически неизвестного за пределами Новосибирского Академгородка, а также появилось большое количество людей, умеющих создавать номера юмористического жанра и исполнять их на сцене перед большим количеством публики.
В 1984—1985 годах, готовясь к XII Всемирному фестивалю молодёжи и студентов в Москве, Новосибирский Областной комитет ВЛКСМ провёл в форме КВНа городской телеконкурс вузов «Фестивальная орбита», по итогам которого была отобрана команда для поездки на фестиваль в качестве официального представителя Новосибирской области. Команда НГУ тогда сумела дойти до финала, однако в последней игре победу присудили командам НИНХа и НИИЖТа.
Когда на центральном телевидении решили возродить КВН, то НГУ решил попытаться выставить туда свою команду. Обком ВЛКСМ был «на ножах» с Новосибирским государственным университетом, и помогать не желал принципиально, поэтому НГУшникам пришлось пойти окольным путём: они выступили в московском МФТИ на Дне Физика, где присутствовал режиссёр КВН Андрей Меньшиков. Тому выступление понравилось, и он решил дать молодым ребятам шанс. НГУшники приехали и произвёл фурор: никому не известные в Москве люди из Сибири со своими свежими шутками в 1988 году обыграли все остальные команды со всей страны, и стали чемпионами, а шутка «Партия, дай порулить!» стала самой известной шуткой про комсомол эпохи перестройки. Именно новосибирцы заложили одну из традиций возрождённого КВНа: песня «Ах, верь мне, Саша! Верь мне, Саш!» в номере «Студенческая мода» стала первой из КВНовских шуток про А.Маслякова. Одним из важнейших факторов успеха стало то, что если подавляющее большинство других команд использовало для создания шуток наёмных авторов, то команда НГУ пользовалась огромным запасом шуток с университетских капустников.
В 1991 году Новосибирский государственный университет вновь выставил команду, и опять стал чемпионом КВН. Это был год распада СССР, и новосибирцы успевали шутить на самые острые политические темы. Так, в четвертьфинале, проходившем 25 мая, они впервые на советском телевидении осмелились пошутить над Верховным советом РСФСР (бывшим до этого абсолютно вне критики), а в полуфинале отреагировали на августовский путч и скептически высказались о будущем СССР.
В 1993 году было решено сменить имидж и, по мотивам известного фильма «В джазе только девушки», отправить на игру команду, в составе которой вместе с девушками на сцену выходили всего два парня (Дмитрий Ловейко и Владимир Дуда), также переодетые девушками; команда «В джазе только девушки» также стала чемпионом высшей лиги КВН.
В 1994 году было решено свести двух лидеров тогдашнего КВН — команду НГУ и ОГУ — в игре, получившей название «Суперфинал» и посвящённой 200-летию Одессы. На самой игре было объявлено, что она завершилась вничью, однако при демонстрации по телевидению в титрах было написано, что игру выиграли одесситы. Обидевшиеся новосибирцы прекратили сотрудничество с КВН.
Впоследствии новое поколение участников студенческих клубов решило попытаться повторить успех своих старших товарищей, однако в 1997 году команда КВН НГУ смогла добраться лишь до полуфинала, а в 1998 году — лишь до четвертьфинала высшей лиги.

## Состав[7]
- Валерий Мелехов — капитан (1987-88)
- Сергей Бирюков — капитан (полуфинал 1991 года)
- Игорь Болдырев — капитан (финал 1991 года)
- Владимир Руднев — капитан (1993)
- Владимир Дуда† — капитан (1997—1998)
- Константин Наумочкин — капитан на Летнем кубке 1994 года
- Александр Бачило†
- Марианна Безносова
- Ольга Бобкова
- Игорь Бондаренко
- Андрей Бочаров
- Дмитрий Брейтенбихер
- Михаил Васильев
- Руслан Великохатный
- Наталья Вишневская
- Владимир Драчёв
- Ольга Драчёва
- Дмитрий Ефимович
- Константин Заречнев
- Михаил Зуев†
- Сергей Иванов
- Алексей Каранович
- Андрей Карчевский
- Игорь Кириевский
- Сергей Кобцев
- Леонид Коновалов
- Евгений Куратов
- Георгий Куценко
- Татьяна Лазарева
- Мирослав Лебедев
- Дмитрий Ловейко
- Дмитрий Лунёнок
- Андрей Насибулов
- Сергей Николаев — режиссёр
- Светлана Патяник
- Пелагея — две игры в сезоне 1997 года
- Татьяна Пережирова (Болдырева)
- Николай Петров
- Вячеслав Пивоваров
- Андрей Пономарёв
- Александр Пушной (1997—1998)
- Владимир Руднев
- Игорь Рудой
- Дмитрий Рукавишников†
- Лариса Рябоконева (Матузова) — «Мисс КВН СССР»
- Александр Садыков
- Марат Сафаров
- Владимир Сергеев
- Ирина Симонова (Кобцева)
- Владимир Смирных
- Вадим Соколов
- Юлия Соловьянова
- Андрей Сухорослов
- Александр Сычёв
- Юрий Терентьев
- Александр Толоконников
- Олег Трезубов
- Сергей Турицын
- Иван Усольцев
- Елена Фадеева
- Григорий Фалькович
- Александр Филюрин
- Игорь Шаров
- Е. Шипилова
- Тарас Шумный — муз. руководитель (1987 — 88)
- Юргенсон Эльвира

## Результаты игр в высшей лиге КВН, в которых участвовала команда КВН НГУ

### Сезон 1987-88
1/4 финала: НГУ (Новосибирский Государственный Университет) — ЛГМИ (Ленинградский Медицинский Институт)

Общий счёт: 29,2-26,4.
1/2 финала: НГУ (Новосибирский Государственный Университет) — ДГУ (Днепропетровский Государственный Университет)

Общий счёт: 26,0-26,0 НИЧЬЯ.
Финал: НГУ (Новосибирский Государственный Университет) — ДГУ (Днепропетровский Государственный Университет) — МГУ (Московский Государственный Университет)

Общий счёт: 29,9-27,9-25,7.

Итоги сезона:

НГУ (Новосибирский Государственный Университет) — чемпион сезона 1987-88.

ДГУ (Днепропетровский Государственный Университет) — второе место.

МГУ (Московский Государственный Университет) — третье место.

### Сезон 1991
1/4 финала: НГУ (Новосибирский Государственный Университет) — Соседи (Тюменский Государственный Медицинский Институт и Уральский Медицинский Технический Институт)

Общий счёт: НГУ победил.
1/2 финала: НГУ (Новосибирский Государственный Университет) — ЕрМИ (Ереванский Медицинский Институт)

Общий счёт: 24,2-22,6.
Финал: НГУ (Новосибирский Государственный Университет) — ЛВИК (Львовский Военный Институт Культуры — «Эскадрон Гусар»)

Общий счёт: 26,7-24,0.

Итоги сезона:

НГУ (Новосибирский Государственный Университет) — чемпион сезона 1991.

ЛВИК (Львовский Военный Институт Культуры — «Эскадрон Гусар») — второе место.

### Сезон 1993
1/4 финала: В джазе только девушки (Новосибирский Государственный Университет) — Dream Team (Донецкий Политехнический Институт и Уральский Политехнический Институт) — Парни из Баку (Баку)

Общий счёт: Dream Team — 18,8.Парни из Баку — 18,4.НГУ — 17,6

Решением Президента Международного Союза КВН — Александра Маслякова — было принято участие в 1/2 финала сезона 1993 года команды «Девушки из джаза».
1/2 финала: В джазе только девушки (Новосибирский Государственный Университет) — Парни из Баку (Баку)

Общий счёт: 22,7-22,7 НИЧЬЯ.
Финал: В джазе только девушки (Новосибирский Государственный Университет) — Dream Team (Донецкий Политехнический Институт и Уральский Политехнический Институт) — Парни из Баку (Баку)

Итоги сезона:

В джазе только девушки (Новосибирский Государственный Университет) — чемпион сезона 1993.

Парни из Баку (Баку) — второе место.

Dream Team (Донецкий Политехнический Институт и Уральский Политехнический Институт) — третье место.

### Сезон 1997
1/8 финала:

Новые Армяне (Ереван) — 1 место

НГУ (Новосибирский Государственный Университет) — 2 место

УВД (Университет Внутренних Дел, Харьков) — 3 место

Ковбои Политеха  (Национальный Технический Университет Украины) — 3 место

Владикавказские Спасатели (Владикавказ)

Самарский Самолет (Самара)
1/4 финала:

Запорожье Кривой Рог — Транзит (Кривой Рог) — 1 место

НГУ (Новосибирский Государственный Университет) — 2 место

Ковбои Политеха (Национальный Технический Университет Украины) — 3 место

Настоящие Тамады (Тбилиси) — 4 место
1/2 финала: НГУ (Новосибирский Государственный Университет) — Новые Армяне (Ереван)

Общий счёт: 23,7-24,6.

### Сезон 1998
1/4 финала:

УВД (Университет Внутренних Дел МВД Украины, Харьков) — 1 место

НГУ (Новосибирский Государственный Университет) — 2 место

Владикавказские Спасатели (Владикавказ) — 3 место

ЭксПО (Ставрополь) — 4 место

Чернокнижник (Рязань) — 5 место
Утешительная игра:

Дети Лейтенанта Шмидта (Томск) — 1 место

НГУ (Новосибирский Государственный Университет) — 2 место

Владикавказские Спасатели (Владикавказ) — 3 место

ХГУ (Харьковский Государственный Университет) — 4 место

По итогам утешительной игры, команда КВН Дети Лейтенанта Шмидта прошла в 1/2 финала сезона 1998 года.

## Титулы
- Чемпионы Высшей лиги 1987-88, 1991 и 1993 годов